# Grootmogol

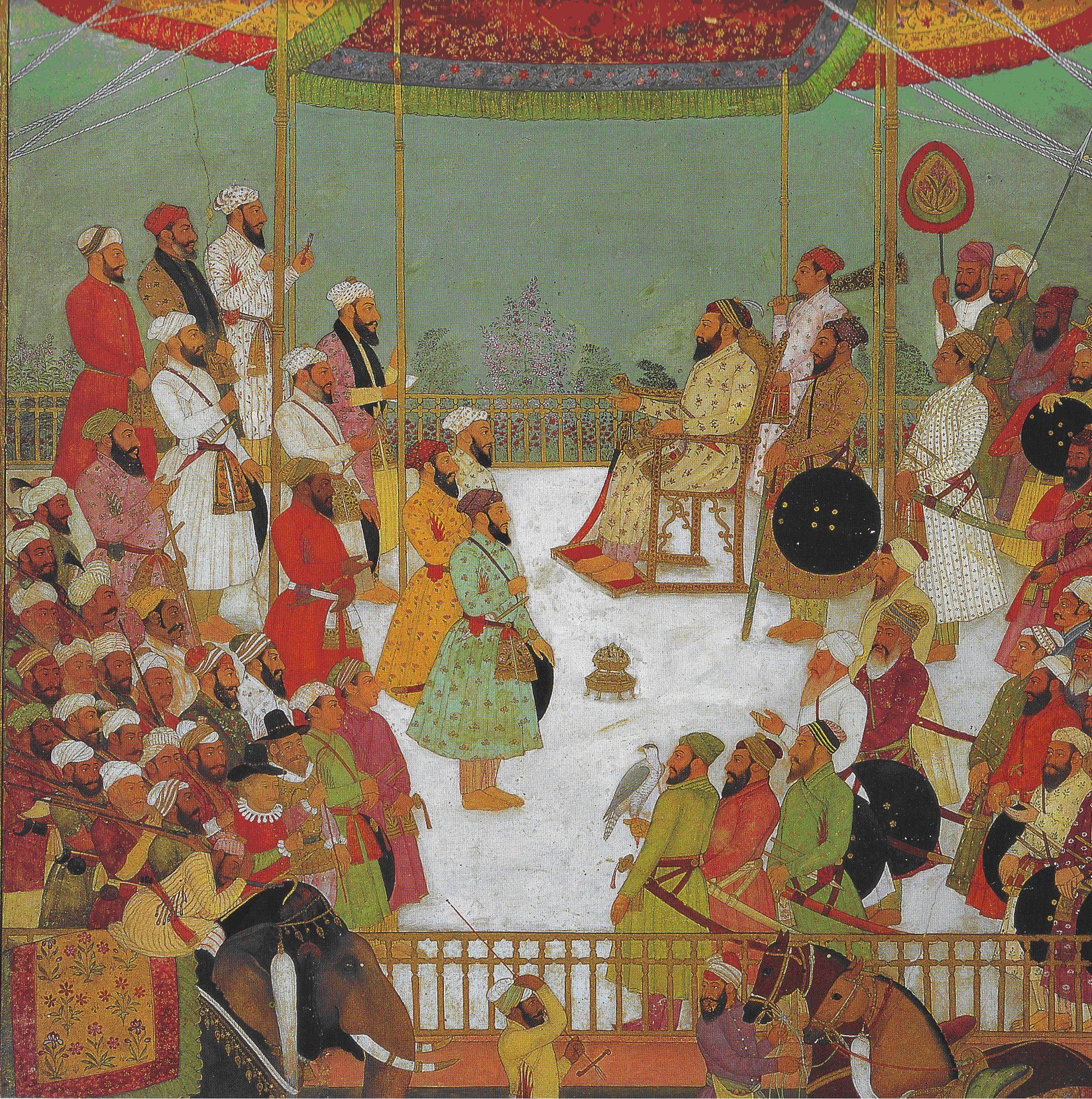
Audiëntie bij Sadullah Khan, ca. 1655

Grootmogol (Engels: Great Moghul) was een in Europa gebruikte naam voor de keizer van het Mogolrijk, die van 1526 tot 1857 India regeerde. De term mogol is een verbastering van het Perzische woord voor Mongool: de eerste grootmogol, Babur, was niet alleen een nazaat van Timoer Lenk, maar beschouwde zich ook als een afstammeling van de Mongoolse veroveraar Dzjengis Khan.
De eerste zes heersers van het Mogolrijk, tot aan de in 1707 overleden Aurangzeb, worden in sommige Nederlandse boeken aangeduid met de titel grootmogol, hun opvolgers werden mogol of mogul genoemd.

## Afbeeldingen

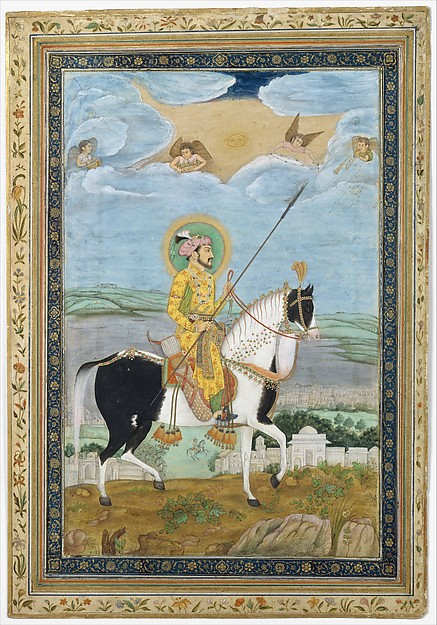
Shah Jahan, grootmogol 1628-1658
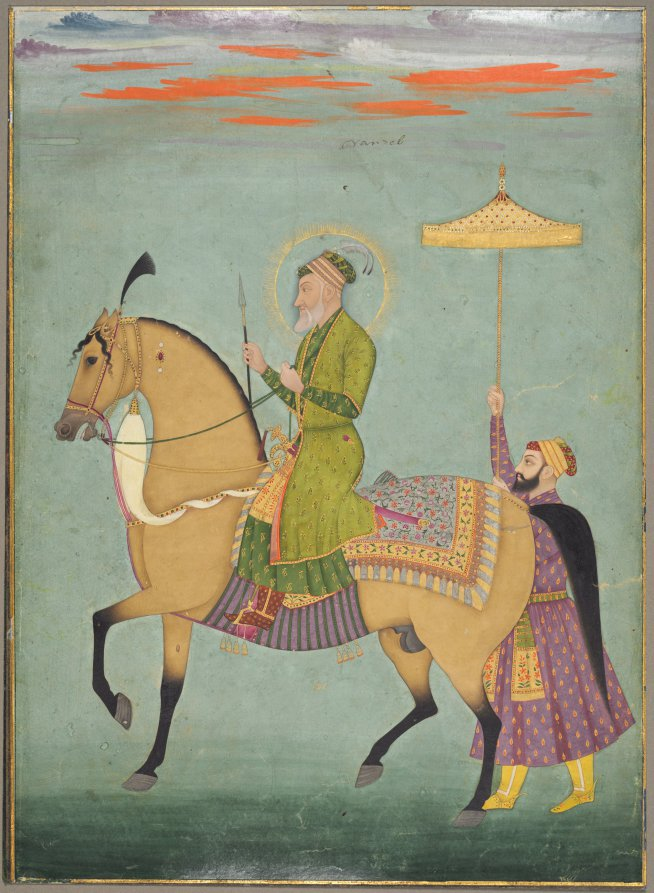
Aurangzeb, grootmogol 1658–1707
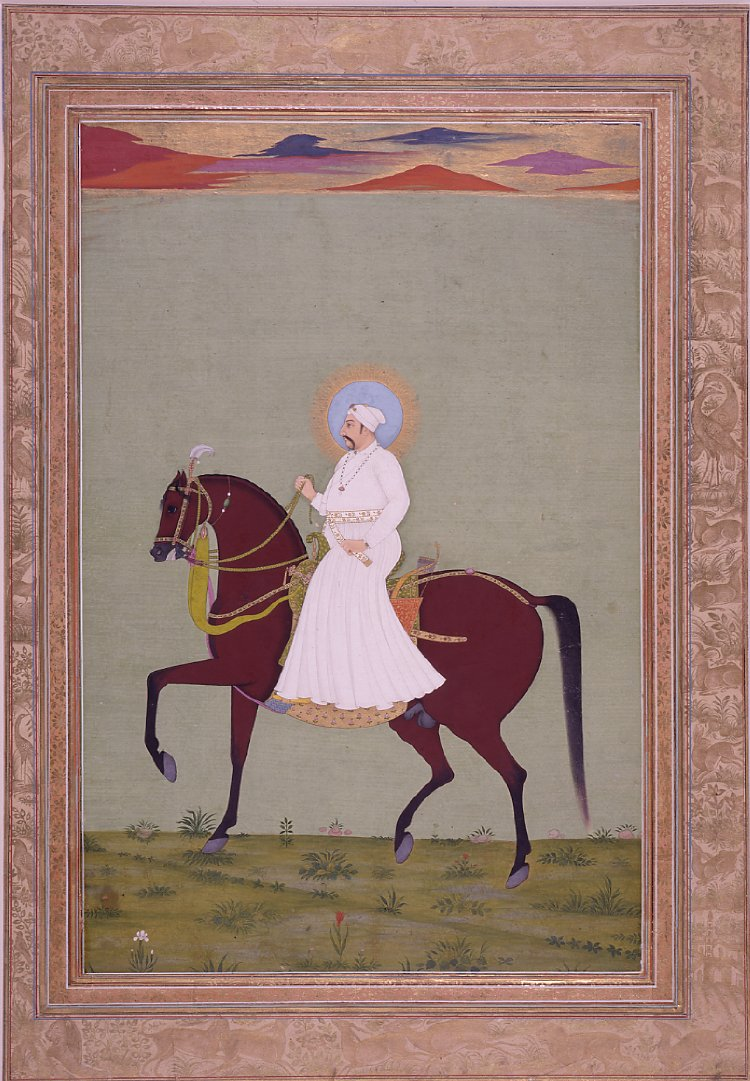
Muḥammad Sháh, mogol 1719–1748